# VfB Friedrichshafen Volleyball
El Verein für Bewegungsspiele Friedrichshafen Volleybal , conocido simplemente como VfB Friedrichshafen, es un equipo de voleibol alemán de la ciudad de Friedrichshafen.

## Historia
Fundado en 1969 participa en las serie menores de la Alemania Occidental hasta el 1981 cuando ascende a la Primera División, categoría en la cual milita de forma continua desde 1987. Desde la reunificación de Alemania, el equipo se ha convertido en el más laureado del país ganando entre 1997-98 y 2010-11 un total de 12 campeonatos en 14 temporadas y 10 Copas de Alemania.
En Europa acaba tercera en la Copa CEV en la temporada 1993-94 vencendo en la final 3° y 4° lugar a otro equipo alemán, el Bayer Wuppertal. En la Champions League, después de un tercer lugar en la temporada 1999-00 y el subcampeonato en 2000-01, derrotado por el Sisley Treviso, levanta la copa en 2006-07 vencendo al Tours Volley-Ball por 3-1.

## Palmarés
- Campeonato de Alemania (13)

1997-98, 1998-99, 1999-00, 2000-01, 2001-02, 2004-05, 2005-06, 2006-07, 2007-08, 2008-09, 2009-10, 2010-11, 2014-15
- Copa de Alemania (12)

1997-98, 1998-99, 2000-01, 2001-02, 2002-03, 2003-04, 2004-05, 2005-06, 2006-07, 2007-08, 2011-12, 2013-14
- Champions League (1)

2006-07
2º lugar (1) : 1999-00
3º lugar (1) : 1998-99
- Cev Cup/Challeng Cup

3º lugar (1) : 1993-94
- Supercopa de Europa:

3° lugar (1): 2000